# GRB 060218
GRB 060218 (или SN 2006aj) — гамма-всплеск в созвездии Овна, обнаруженный 18 февраля 2006 года орбитальной обсерваторией Свифт .
У GRB 060218 наблюдались необычные характеристики, отличные от остальных гамма-всплесков . Продолжительность этого всплеска и удалённость его домашней галактики значительно больше и ближе типичных гамма-всплесков. Также этот всплеск был более тусклым, несмотря на свою близость к нам.
Оптическое "послесвечение" было обнаружено через ~200 секунд после самого гамма-всплеска. Три дня спустя, 21 февраля спектроскопические наблюдения на телескопах VLT и Shane показали наличие в спектре излучения широких линий поглощения, характерных для сверхновых типа Ic. Это доказывало, что в области гамма-всплеска образовалась сверхновая, получившая обозначение - SN 2006aj. Спектроскопические наблюдения SN 2006aj оказались самыми ранними среди всех сверхновых, что очень ценно для понимания эволюции звёздных катаклизмов.

## Длительность
Длительность GRB 060218, согласно прибору BAT (Burst Alert Telescope) на борту Swift, составила рекордное значение для гамма-всплесков - почти 2000 секунд ! Это классифицирует его как длинный гамма-всплеск (длительность > 2 с).

## Удалённость
Красное смещение гамма-всплеска по измерениям на оптическом телескопе VLT составило z = 0.03342 ± 0.00002, что соответствует приблизительно 140 Мпк . В световых годах удаление составляет 440 млн. св. лет, что делает GRB 060218 вторым ближайшим к Земле гамма-всплеском, после GRB 980425 на 140 млн. св. лет.